# Diastellidea pisifolia
Diastellidea pisifolia är en insektsart som beskrevs av Bolívar, I. 1902. Diastellidea pisifolia ingår i släktet Diastellidea och familjen vårtbitare. Inga underarter finns listade i Catalogue of Life.